# ارمنی‌های سوریه
ارمنی‌های سوریه (ارمنی: Հայերը Սիրիայում) شهروندان سوری با اصلیت کاملاً یا نیمه ارمنی هستند. سوریه و فضای اطراف آن اغلب به عنوان پناهگاهی برای ارمنیانی که از جنگ‌ها و آزار و اذیت‌ها نظیر نسل‌کشی ارامنه فرار کرده‌اند استفاده شده‌است.
بر طبق آمار نهادهای جماعت ارمنیان پراکنده تخمین زده می‌شود که در سوریه ۱٬۵۰٬۰۰۰ ارمنی وجود دارد که اکثرشان در حلب زندگی می‌کنند اما تخمین زده می شود جمعیت ارمنی‌ها در سوریه در طی سال‌های پایانی قرن بیستم کاهش یافته و تا سال ۲۰۱۰ حدود ۱۰۰٬۰۰۰ نفر تخمین زده می‌شود. شهرستان کسب همچنان در سوریه، دارای اکثریت ارمنی است.

## تاریخ
ارمنستان تحت فرمان تیگران بزرگ، سوریه را تحت سلطه خود درآورده و آنتیوک (انطاکیه) را به عنوان یکی از چهار پایتخت امپراتوری ارمنی برگزید. در طی روزگار باستان حضور ارمنیان در شمال سوریه تا حدی وجود داشت اما این حضور، چندان قابل توجه نبود.

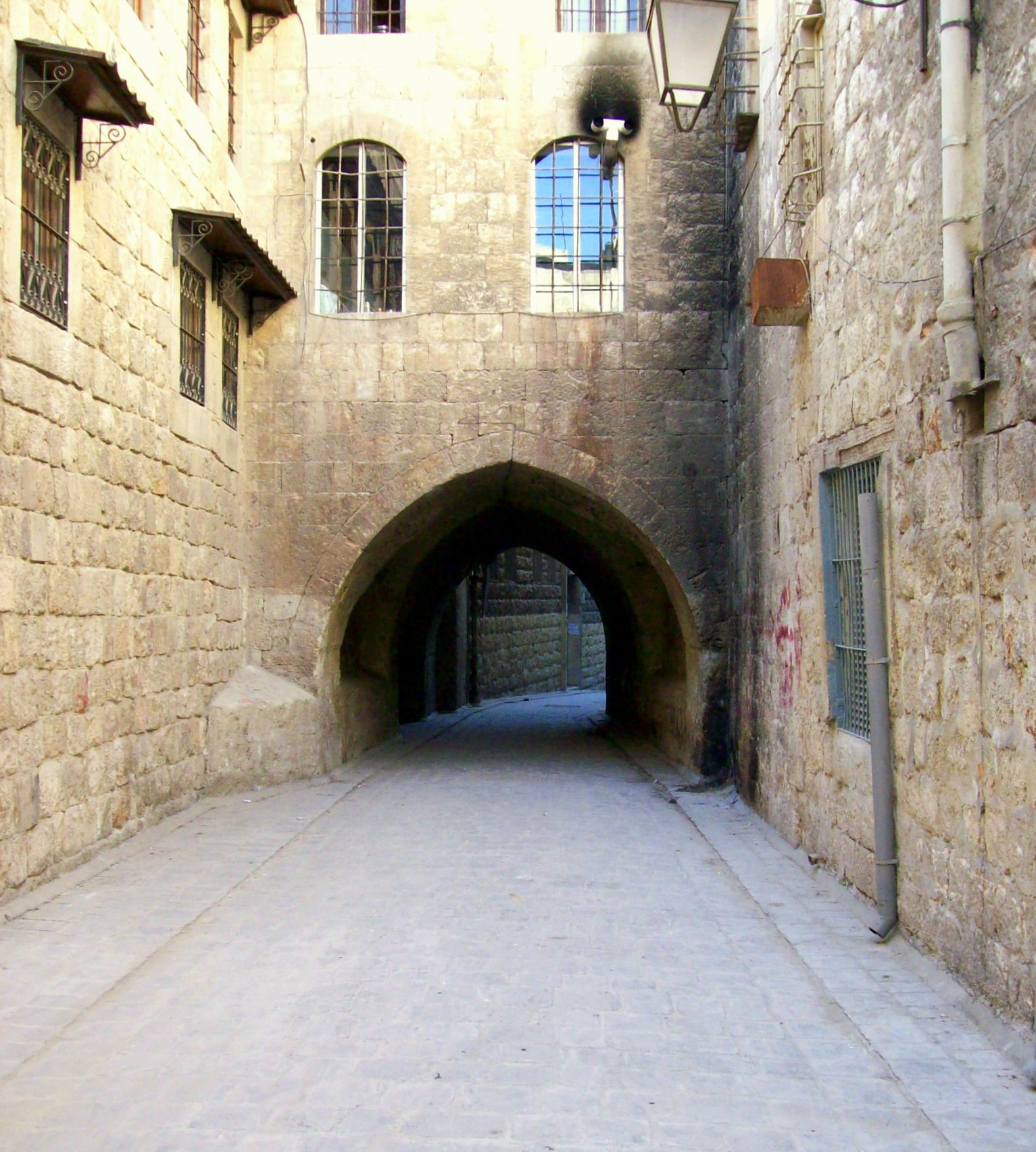
یکی از محله‌های قدیمی ارمنیان در شهر جدیده اوایل قرن هفدهم

در سال ۳۰۱ میلادی، مسیحیت به پاس خدمات گریگور روشنگر، مذهب رسمی ارمنستان گشت.
از این زمان به بعد تجار و مسافرین ارمنی مرتباً به آنتیوک که یکی از قدیمی‌ترین محله‌های تعلیم و تربیت مسیحی بود و دارای روابط نزدیکی حتی با مسیحیان رها و نصیبین که همه آن‌ها در سوریه بزرگتر بودند و مسیحیت در زمان رسولان در آن‌ها رشد کرد رفت آمد می‌کردند.
وقتی ترکان سلجوقی، ارمنستان را از حکام قبلی بیزانسی آن فتح کردند موجی از ارمنیان به منظور یافتن مکان ثابت و پایداری برای زندگی، وطن خود را ترک کردند. اکثر ارمنیان در پادشاهی ارمنی کیلیکیه اقامت گزیدند ولی برخی هم سوریه شمالی را برگزیدند و شهرها و محله‌هایی نظیر آنتیوک، حلب، آینتاب (غازی عینتاب) و غیره را به وجود آوردند. در طی جنگ‌های صلیبی، پادشاهی ارمنی کیلیکیه بیشتر طرف مهاجمین اروپایی را گرفت تا حکام عمدتاً ترک سوریه. پیش از محاصرهٔ آنتیوک، اکثر به زور از آنتیوک به دست «یاقی-سیان» حاکم ترک آن شهر اخراج شدند.
جمعیت ارمنی سوریه و نواحی اطراف آن عمدتاً بعد از تسخیر این کشور توسط مغول‌ها، تاتارها و بر اثر کشتارها توسط این حکومت‌ها کاهش یافت.
در طی حکومت امپراتوری عثمانی، محله بسیار کوچکی از ارمنی‌ها در شمال سوریه به علت نزاع‌های پیشین وجود داشت. در اورفا (شانلی‌اورفه) شهری که اغلب در سوریه بزرگتر در نظر گرفته می‌شود جامعه بزرگی ایجاد شد.

## ارمنی‌های سوریه در سده بیستم و زمان حال
با وجود اینکه ارمنیان در سوریه دارای تاریخی طولانی هستند اما اکثرشان بعد از نسل‌کشی ارمنیان به آنجا آمدند. از حیطه‌های اصلی کشتار ارامنه در صحرای دیرالزور بود. اعراب محلی در پناه دادن ارامنه‌ای که مورد جفا قرار گرفته بودند، تردید داشتند. در طی اوج‌گیری ناسیونالیسم عرب، هزاران نفر از ارمنیان، این کشور را به مقصد آمریکا، کانادا و استرالیا ترک نمودند.

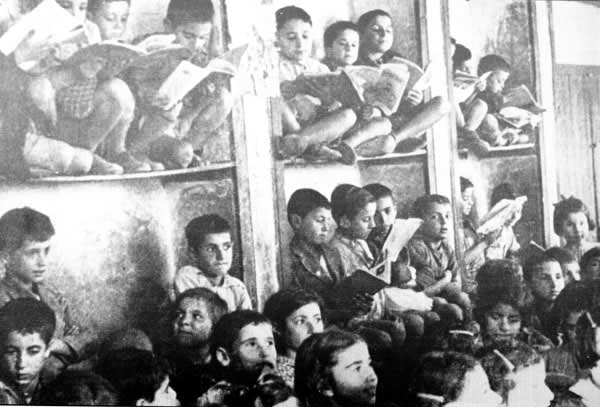
دانش آموزان ارمنی در شهر حلب در یک کلاس درس شلوغ، تنگ (نجات یافته از نسل‌کشی)

اکثر ارمنی‌ها در حلب که جامعه کوچکتری در درون شهر دمشق است زندگی می‌کنند. ارمنی‌ها حتی محله خود را به نام «حی الارمن» یعنی محله ارمنی‌ها دارا هستند. ارمنیان همچنین در استان لاذقیه و در کسب در شمال غربی که شهرستانی عمدتاً ارمنی است و همچنین در حسکه و قامشلی زندگی می‌کنند.

## دیرالزور و نسل‌کشی ارمنیان
در ۱۹۱۵ منطقه دیرالزور که عمدتاً صحراست مقصد نهایی ارمنی‌ها در طی نسل‌کشی ارمنیان و قتلگاه آنان شد. مجموعه یادبودی به یاد این فاجعه در شهر افتتاح شده‌است که از سوی «سارکیس بالمانوکیان» طراحی و رسماً در ۱۹۹۰ با حضور جاثلیق آستان قدس کیلیکیه افتتاح شد. این مجموعه استخوان‌ها و بقایای مربوط به قربانیان در دیرالزور را نیز شامل می‌شود و مقصدی زیارتی برای ارمنی‌هایی است که از مردگان خود دارای خاطره هستند.

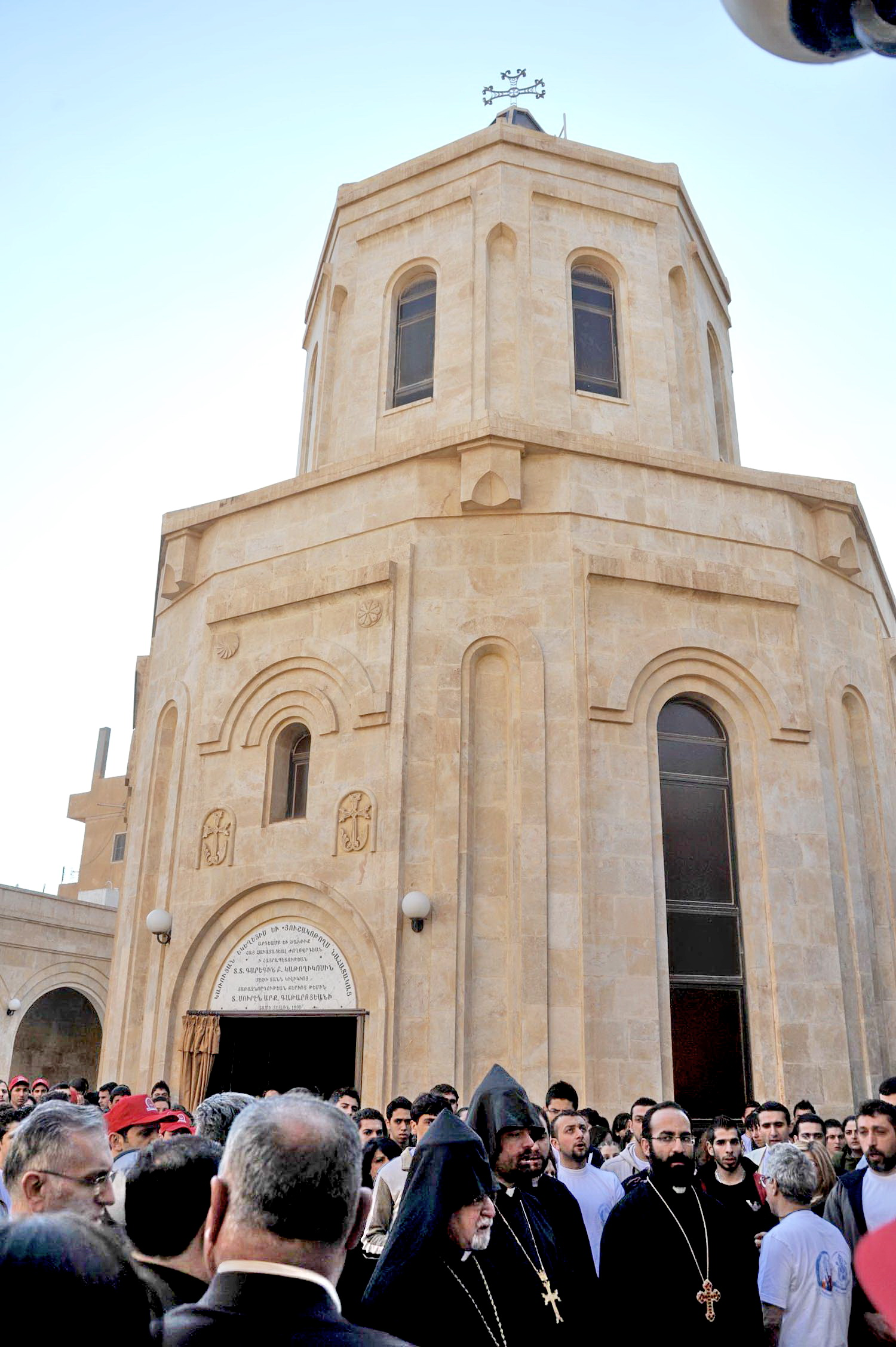
بنای یادبود نسل‌کشی ارامنه در دیرالزور

## سازمان‌ها
اکثر سازمان‌های ارمنی در شهر حلب تأسیس شده‌اند. این سازمان‌ها به شکل فرهنگی، ورزشی، انجمن‌های خیریه یا نوجوان فعالیت می‌کنند و هدف همگی کمک از طریق ارائه فعالیت‌هایشان به جامعه ارمنی سوریه است.
- انجمن فرهنگی گرتاسیراتس (دانش دوستان) ۱۹۲۴[پانویس ۴]
- انجمن فرهنگی گرمانیک – واسپوراکان ۱۹۲۸[پانویس ۵]
- انجمن آموزشی و فرهنگی هامازگائین ۱۹۳۰[پانویس ۶]
- انجمن جوانان ارمنی ۱۹۳۲[پانویس ۷]
- انجمن فرهنگی ارمنی تکیان[پانویس ۸]
- انجمن ملی فرهنگی ۱۹۵۵[پانویس ۹]
- انجمن فرهنگی احیای اورفا ۱۹۵۷[پانویس ۱۰]
- انجمن فرهنگی نور سروند ۱۹۵۸[پانویس ۱۱]
- انجمن فرهنگی کیلیکیه ۱۹۶۴[پانویس ۱۲]

انجمن‌های ورزشی تأسیس شده در حلب:
- اتحادیه ورزش‌های ارمنی ۱۹۲۱ در حلب[پانویس ۱۳]
- اتحادیه کل دو و میدانی ارمنی که در قسطنطنیه در ۱۹۱۸ تأسیس شد و شاخه‌های آن در ۱۹۲۵ در سوریه افتتاح گشت[پانویس ۱۴]
- اتحادیه ورزش‌های آرارات[پانویس ۱۵]

انجمن‌های دانش آموزی تحت حمایت حوزه اسقفی ملی تأسیس شده در حلب:
- اتحادیه فارغ التحصیلان کالج کارن یپه ۱۹۴۷[پانویس ۱۶]
- اتحادیه دانش آموزان ارمنی دانشگاه آلپو ۱۹۶۸[پانویس ۱۷]
- اتحادیه فارغ التحصیلان موسسات عالی ارمنی ۱۹۸۲[پانویس ۱۸]
- اتحادیه فارغ التحصیلان ارمنی دانشگاه‌های سوریه ۱۹۸۵[پانویس ۱۹]
- اتحادیه دانش آموزان کریستاپور ۲۰۰۱ تحت حمایت حزب داشناک[پانویس ۲۰]

سایر سازمان‌های اجتماعی ارامنه در حلب:
- سالن تئاتر حوزهٔ اسقفی ملی آودیس آهارونیان، که در ۱۹۵۹ افتتاح شده و در ۱۹۸۹ مورد تعمیر و تغییر نام قرار گرفت و ظرفیت ۴۵۰ صندلی را دارد.[پانویس ۲۱]
- سالن تئاتر حوزهٔ اسقفی ملی زاواریان، که در ۱۹۶۵ افتتاح و در سال ۲۰۰۲ تعمیر اساسی شد. این سالن به میزان ۳۵۰ صندلی ظرفیت دارد.[پانویس ۲۲]
- سالن تئاتر گورک نازاریان وابسته به اتحادیه کل نیکوکاران ارمنی، که در اواسط سال ۱۹۹۰ مورد تعمیر اساسی و تغییر نام قرار گرفت و دارای ظرفیت ۵۵۰ صندلی است.[پانویس ۲۳]
- سالن تئاتر زهراب گابریلیان انجمن فرهنگی گرتاسیراتز، که در سال ۱۹۷۳ افتتاح شده و در ۱۹۹۹ مورد تعمیر اساسی و تغییر نام قرار گرفته و دارای ظرفیت ۶۰۰ صندلی است.[پانویس ۲۴]
- سالن تئاتر گورک یسایان حوزه اسقفی ملی، که در سال ۲۰۰۵ تأسیس شده و دارای ظرفیت ۷۰۰ صندلی است.[پانویس ۲۵]
- مهمانسرای آرام مانوگیان حوزه اسقفی ملی، که در سال ۱۹۸۹ افتتاح شده و یک مرکز چند منظوره است.[پانویس ۲۶]
- آرامگاه ملی، آرامگاه ارامنهٔ حلب در سال ۱۹۲۷ از سوی دولت به ارمنی‌ها اهدا شده‌است. در سال ۱۹۴۶ جزء اموال حوزه اسقفی قرار گرفت. در مرکز این آرامگاه از سال ۱۹۷۰ چاپل سورپ هریپسیمه[پانویس ۲۷] برپا شده‌است.[پانویس ۲۸]

## مذهب
وقتی که مسیحیت در سال ۳۰۱ میلادی مذهب رسمی دولت و مردم ارمنستان شد حلب به مرکز مهمی برای زوار ارمنی بر سر راه بیت‌المقدس تبدیل گشت ولی هنوز یک جامعه قابل ملاحظه سازمان یافته‌ای در این شهر ایجاد نکرده بودند. حضور ارمنیان در شهر حلب هنگامی توسعه یافت که در طی پادشاهی ارمنی کیلیکیه در سده دوازدهم میلادی تعداد قابل توجهی از خانواده‌ها و تجار ارمنی در این شهر، ساکن شده و به ایجاد تجارت، اقامت گاه‌ها، مدارس، کلیساها و حوزه اسقفی خود پرداختند. نام کلیسای ارمنی «چهل شهید» در حلب برای اولین بار در سال ۱۴۷۶ میلادی ذکر شده‌است. در سال ۱۶۲۴ میلادی در نتیجه رشد فزاینده جمعیت ارمنی ساکن و زوار ارمنی، حوزه اسقفی شروع به ساخت محله‌ای نزدیک کلیسا نمود که نام اصلیش تا به امروز «هوکِدون» (خانه روحانی) است. این محل به عنوان اقامتگاهی برای زوار ارمنی بر سر راه بیت‌المقدس عمل می‌نمود.

## آموزش و پرورش
در میان جامعه ارمنی در سوریه، آموزش و پرورش ارمنی در حفظ زبان و ملی‌گرایی ارمنی بسیار حائز اهمیت است. حلب به عنوان کانون اصلی ازدحام ارمنیان در سوریه، مرکز مدارس با سابقه و موسسات فرهنگی ارمنی است. دانش آموزان ارمنی که از مدارس ارمنی فارغ‌التحصیل می‌شوند می‌توانند بعد از گذراندن امتحان رسمی یا امتحان لیسانس دبیرستان فوراً وارد نظام دانشگاهی سوریه شوند. در شهر شمالی حلب حدود نه مدرسه ارمنی فعال است که چهار تا از آن‌ها دبیرستان می‌باشند.

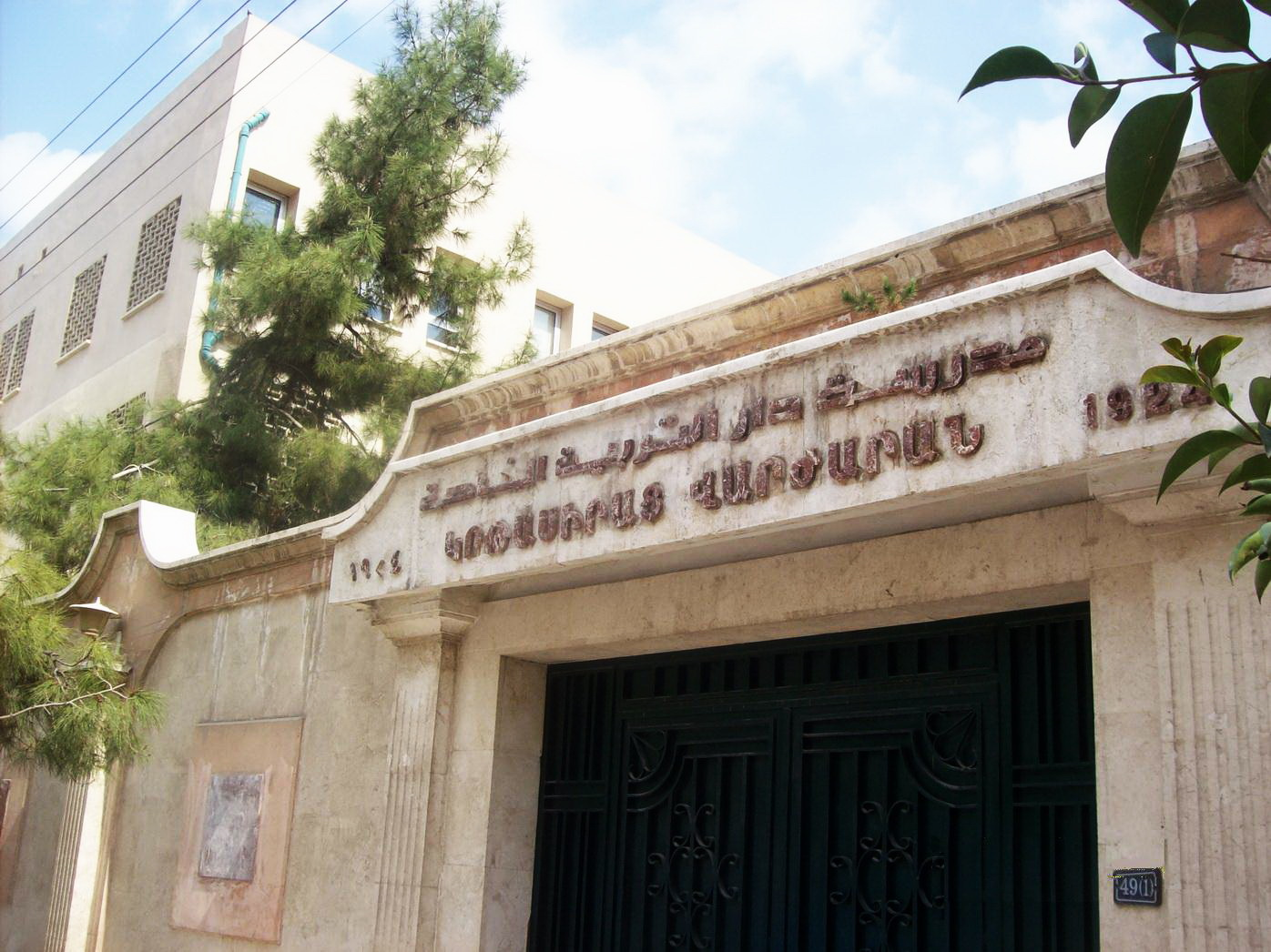
مدرسه گرتاسیراتس (دانش دوستان)

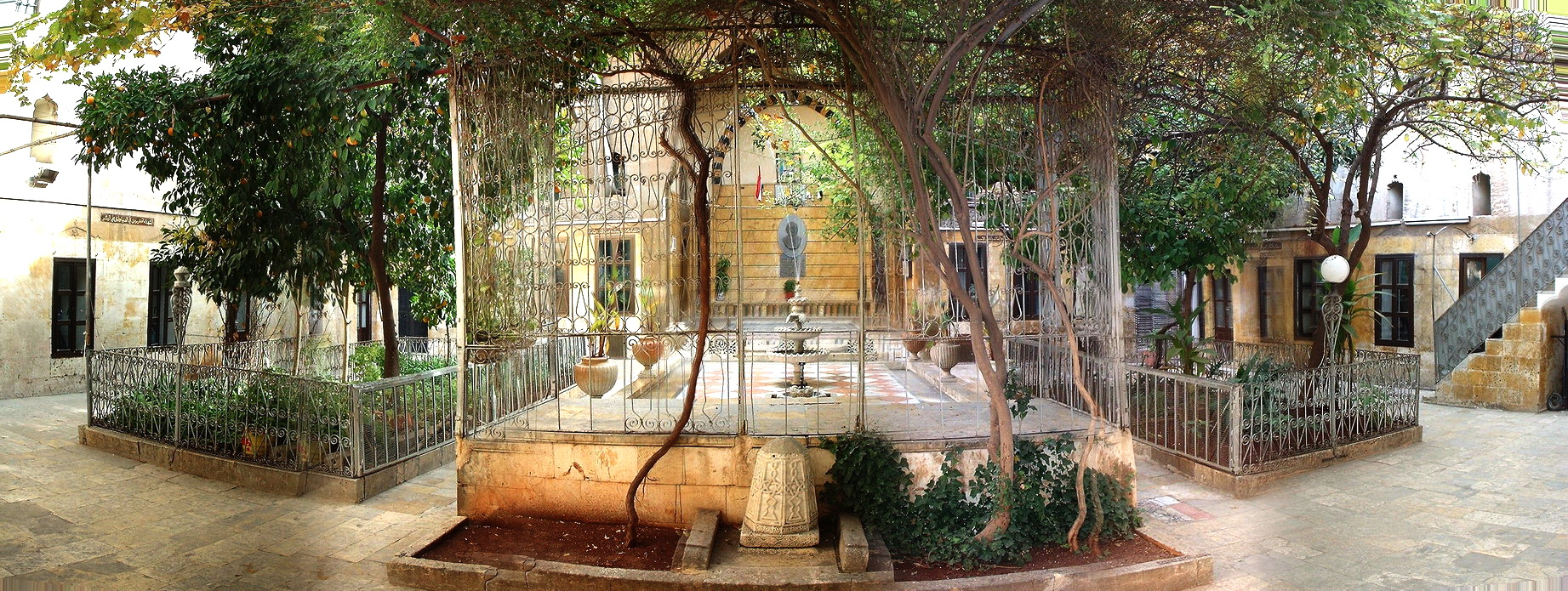
دبیرستان ارمنی کیلیکیه

- دبیرستان ارمنی کارن یپه (اولین دبیرستان ارمنی در حلب که در سال ۱۹۴۷ در قطعه زمینی در محله ارمنی‌نشین و با وصیت خانم انساندوست دانمارکی کارن یپه ساخته شد)[پانویس ۳۰]
- دبیرستان مرکزی ارمنی لازار نجاریان و گالوست گولبنگیان (در ۱۹۵۴ تحت نام مدرسه مرکزی لازار نجاریان و با مساعی اتحادیه کل نیکوکاران ارمنی تأسیس شده و در سال ۱۹۵۹ تبدیل به دبیرستان شده و نام آن به دبیرستان مرکزی لازار نجاریان و گالوست گولبنگیان تغییر یافت)[پانویس ۳۱]
- دبیرستان ارمنی کیلیکیه (یک دبیرستان دوازده کلاسه است که در سال ۱۹۲۱ تأسیس شد و سه بخش دارد کودکستان، ابتدایی و دبیرستان و هر کدام از آن‌ها ساختمان جداگانهٔ خود را دارد)[پانویس ۳۲]
- مدرسه گرتاسیراتس (دانش دوستان) (در سال ۱۹۲۴ تحت عنوان مدرسهٔ گرتاسیراتس آینتاب و با تلاش‌های انجمن گرتاسیراتس آینتاب تأسیس شد)[پانویس ۳۳]
- مدرسه ابتدایی هایگازیان[پانویس ۳۴]
- مدرسه ابتدایی مسروبیان[پانویس ۳۵]
- مدرسه ابتدایی زاواریان[پانویس ۳۶]
- مدرسه ابتدایی ساهاگیان[پانویس ۳۷]
- مدرسه ابتدایی گولبنگیان[پانویس ۳۸]

## رسانه‌های گروهی
سوریه دارای سابقه‌ای ثروتمند در زمینه رسانه‌ها و تألیفات ارمنی است. بسیاری از روزنامه‌های مشهور ارمنی اکنون دیگر نیستند. از این میان می‌توان به روزنامه‌های «دزاین» به معنی صدای ارمنی (۱۹۱۹ – ۱۹۱۸) روزنامه‌ای که هر دو روز منتشر می‌شد به نام «داراگیر»(۱۹۱۹ – ۱۹۱۸) و روزنامه «یپراد» را می‌توان نام برد.
حوزه اسقفی حلب هم در این زمینه دارای تألیفات و انتشاراتی بوده‌است که این نمونه‌ها را می‌توان نام برد «سوریاکان سورانداک» (۱۹۱۹–۱۹۲۲) «سوریاکان مامول» «یپراد» «سوریه» و «آرِوِلک» که این آخری دارای سالنامه هم بوده و از سال ۱۹۵۶ ضمیمه جوانان آن به نام «واهاکن» و از سال ۱۹۵۷ ضمیمه ورزشی آن به نام «آرولک مارزاشخاره» منتشر شده‌است.
از ماهنامه‌ها هم می‌توان از «ماهنامه نائیری» که از سوی «آندرانیک زاروکیان» منتشر می‌شد و ماهنامه «جوانان بوراستان» نام برد.
سالنامه‌ها هم شامل «سوریاهای دارتسویتس»(۱۹۲۴–۱۹۲۶)«داتِو»(۱۹۲۵–۱۹۳۰)«سوریاکان آلبو» (۱۹۲۷–۱۹۲۹) دارون (۱۹۴۹)«های دارِگیرک» (۱۹۵۶) و «گقارت» (۱۹۷۵) می‌باشند.
انتشارات کنونی شامل «اوشاکان» که از سال ۱۹۷۸ میلادی شروع به انتشار کرده و از سال ۱۹۹۱ میلادی به نام «گاندزاسار» تغییر نام یافت و در حال حاضر به صورت هفتگی انتشار یافته و ارگان رسمی حوزه اسقفی سیلیسیه است. ناشرین سوری سهم عمده‌ای در ادبیات و تحقیقات آکادمیک ارمنی به زبان عربی داشته‌اند.

## روابط بین سوریه و ارمنستان
از سال ۱۹۹۲ میلادی سفارت ارمنستان در دمشق بعد از استقلال ارمنستان به نحو فعالی گشوده شد. دیدار رسمی لوون تر-پتروسیان، رئیس‌جمهور وقت ارمنستان در ۱۹۹۲ میلادی از سوریه اولین ملاقات رسمی بین‌المللی یک رئیس‌جمهور ارمنی بعد از استقلال ارمنستان بوده‌است. از آن زمان به بعد روابط بین دو کشور به ویژه بعد از ایجاد یک کمیته اقتصادی مشترک بین دو دولت و تأسیس اتاق همکاری بازرگانی بین حلب و ارمنستان از سال ۲۰۰۶ میلادی رو به گسترش بوده‌است. ارمنستان همچنین در حلب از سال ۱۹۹۳ میلادی دارای کنسولگری عمومی بوده‌است سوریه نیز سفارت خود را در ایروان ۱۹۹۷ میلادی گشود که در خیابان باقرامیان در فاصله چند متری از کاخ ریاست جمهوری واقع است. اولین رئیس‌جمهور جمهوری جدید ارمنستان یعنی لوون تر-پتروسیان در حلب متولد شده‌است.

## ارمنی‌های مشهور سوریه

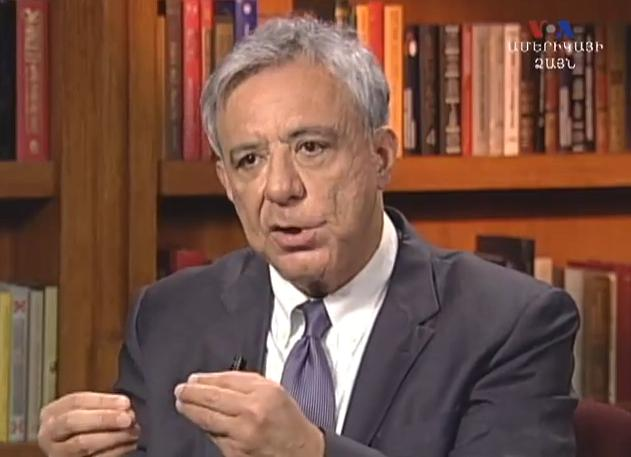
وارطان اوسکانیان (وزیر امور خارجه ارمنستان بین سال‌های ۱۹۹۸ تا ۲۰۰۸)

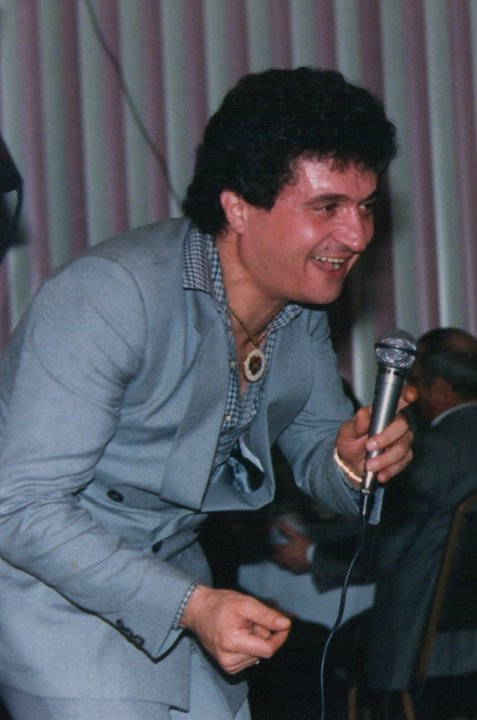
پل باغدادلیان (خواننده معروف ارمنی در سراسر جهان)

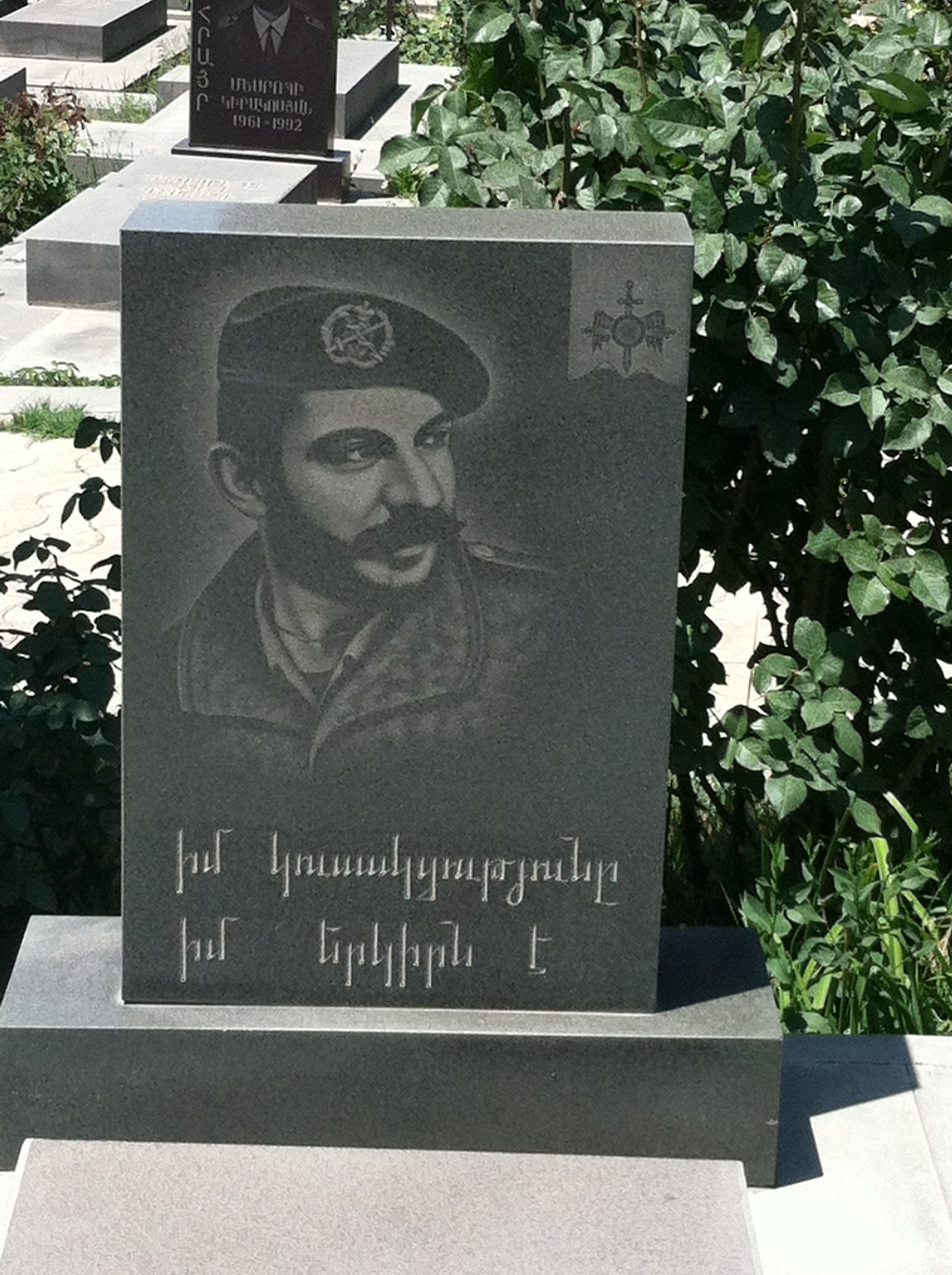
گارو کاهکجیان (فرمانده نظامی ارمنستان در جنگ قره باغ)

- روجر آلتونیان[پانویس ۶۰] (پزشک و داروساز که با استفاده از کرومولین سدیم توانست به عنوان یک درمان برای پیشگیری بیماری آسم اختراع نماید)
- وارطان اوسکانیان (وزیر امور خارجه ارمنستان بین سال‌های ۱۹۹۸ تا ۲۰۰۸)
- پل باغدادلیان (خواننده معروف ارمنی در سراسر جهان)
- لوون تر-پتروسیان
- آندرانیک ترزیان
- سرکیس آسادوریان[پانویس ۶۱] (عضو سابق پارلمان کانادا)
- ریچارد دکمجیان
- مانول زولالیان
- گارنیک سارکیسیان
- لینا شامامیان
- واهه کاچا
- گارو کاهکجیان[پانویس ۶۲] (فرمانده نظامی ارمنستان در جنگ قره‌باغ)
- ژان گرزو
- ماردیک ماردکیان (عضو فعلی تیم ملی فوتبال سوریه پسر گئورک ماردکیان)
- یاکوبو هاروتیان[پانویس ۶۳] (افسر مکزیکی‌تبار ارمنی که در انقلاب مکزیک شرکت کرد)
- ساموئل یقیایان[پانویس ۶۴] (اولین ارمنی مهاجر که توانسته قاضی فدرال ایالات متحده آمریکا شود)
- آرام تیگران (خواننده معروف ارمنی در میان کردهای ترکیه و عراق)
- آبراهام روسو[پانویس ۶۵] (خواننده معروف ارمنی در روسیه دارنده چندین جایزه بین‌المللی)
- گئورک ماردکیان[پانویس ۶۶] (مربی فوتبال و یکی از بهترین فوتبالیست‌های سوریه در بین سال‌های ۱۹۷۰ تا ۱۹۸۰)

## نگارخانه

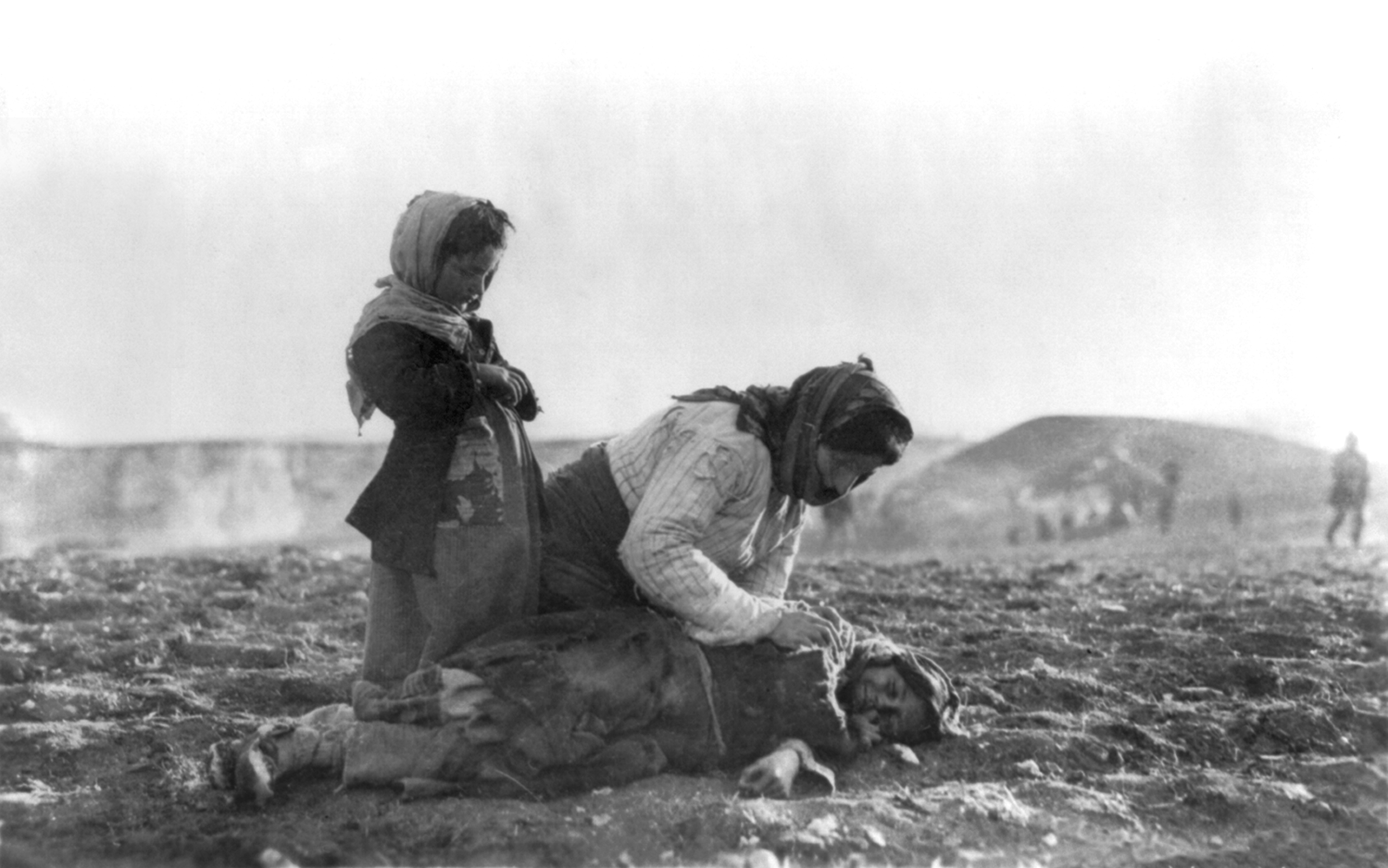
نگاره‌ای تاریخی از نسل‌کشی ارمنی‌ها در حلب، سوریه. زنی ارمنی در کنار جسد کودکش زانو زده‌است.
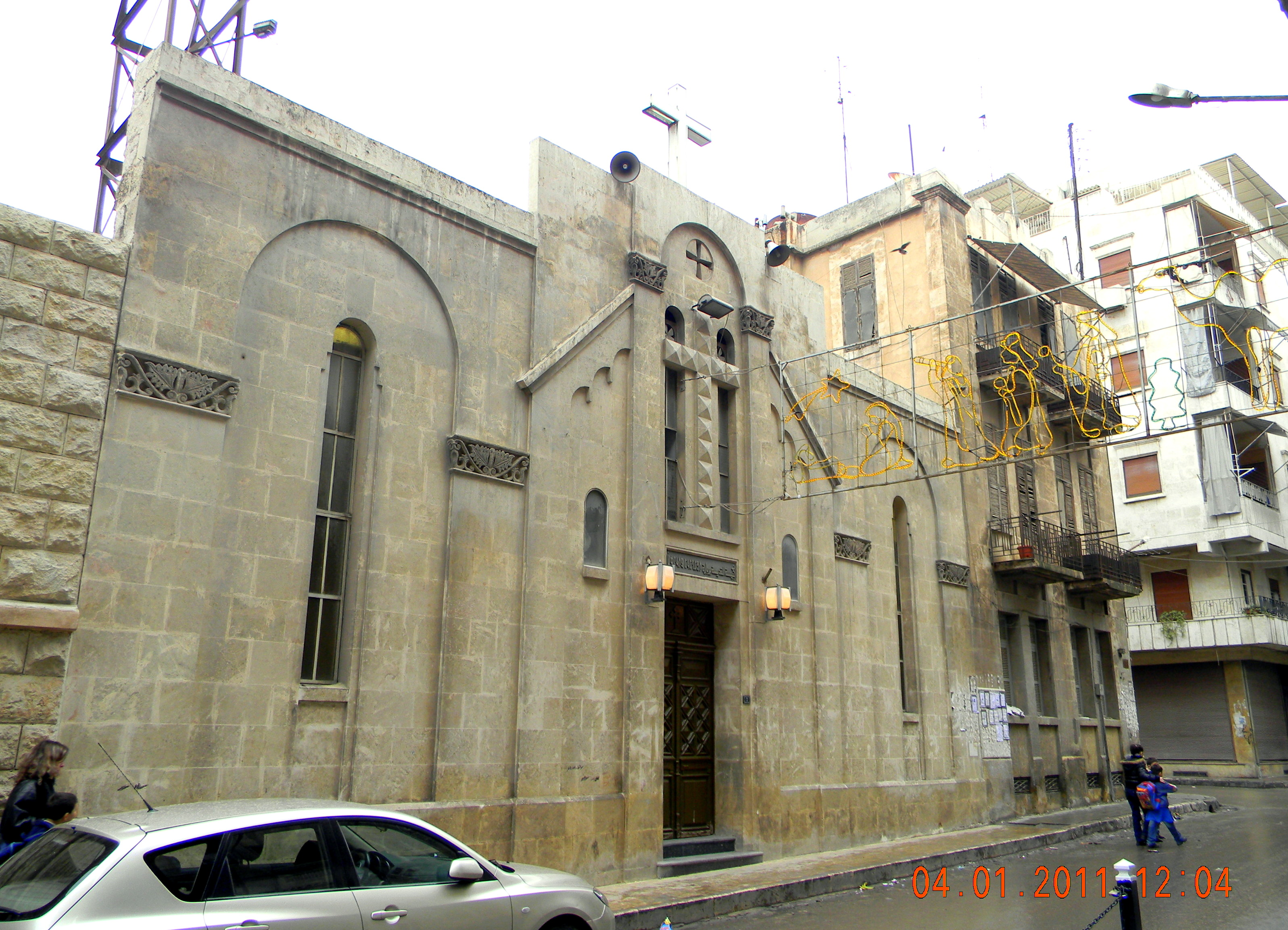
کلیسای سنت باربارا نجات دهنده مقدسمان ۱۹۳۷
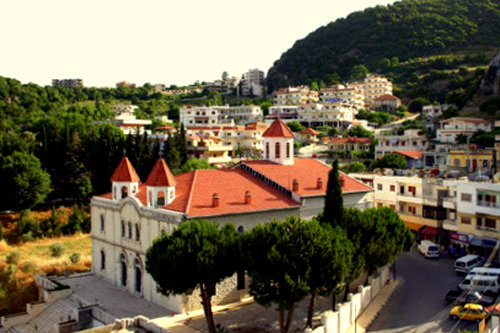
کلیسای انجیلی ارمنی تثلیث مقدس در کسب
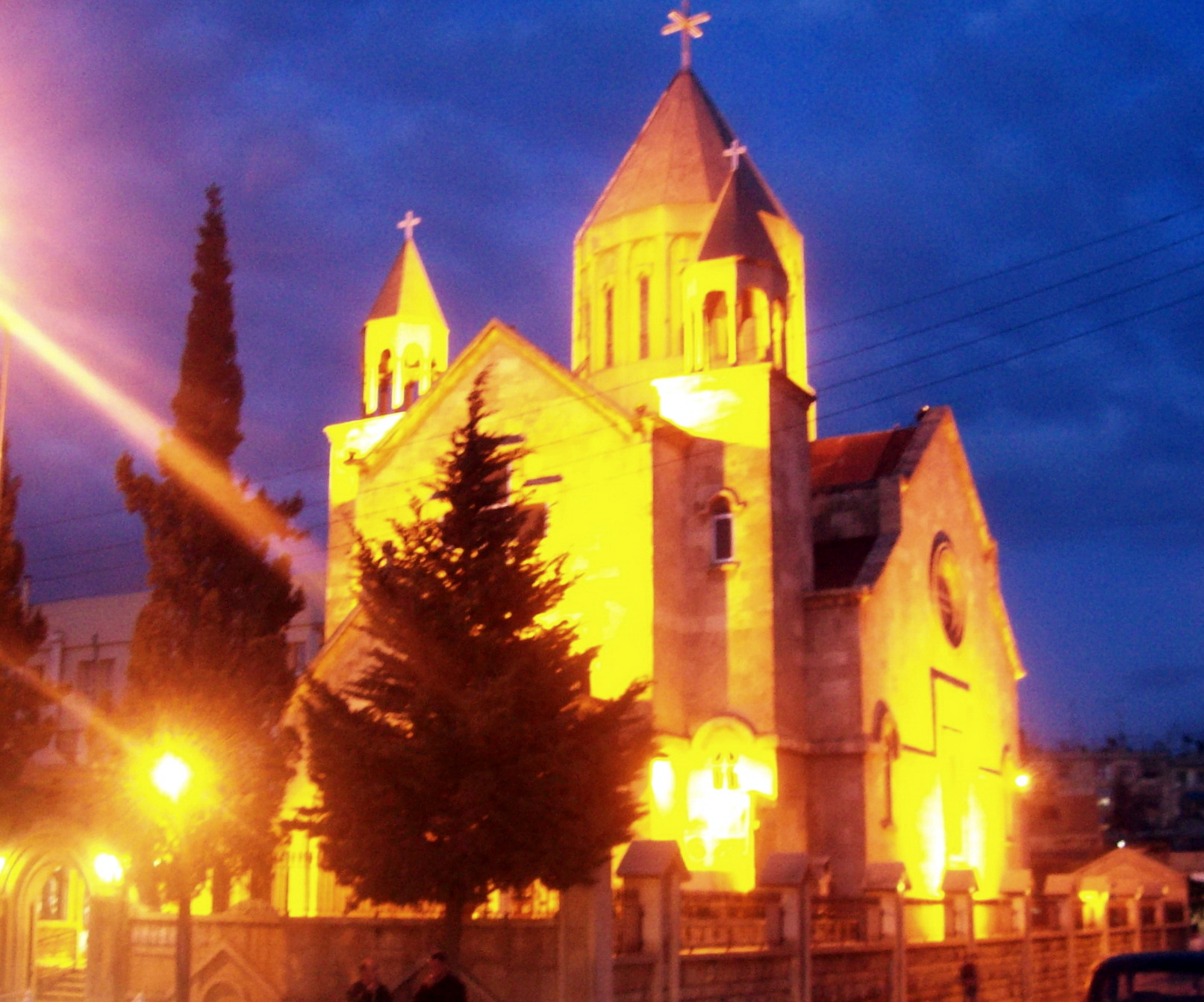
کلیسای مریم مقدس در آلپو (حلب)
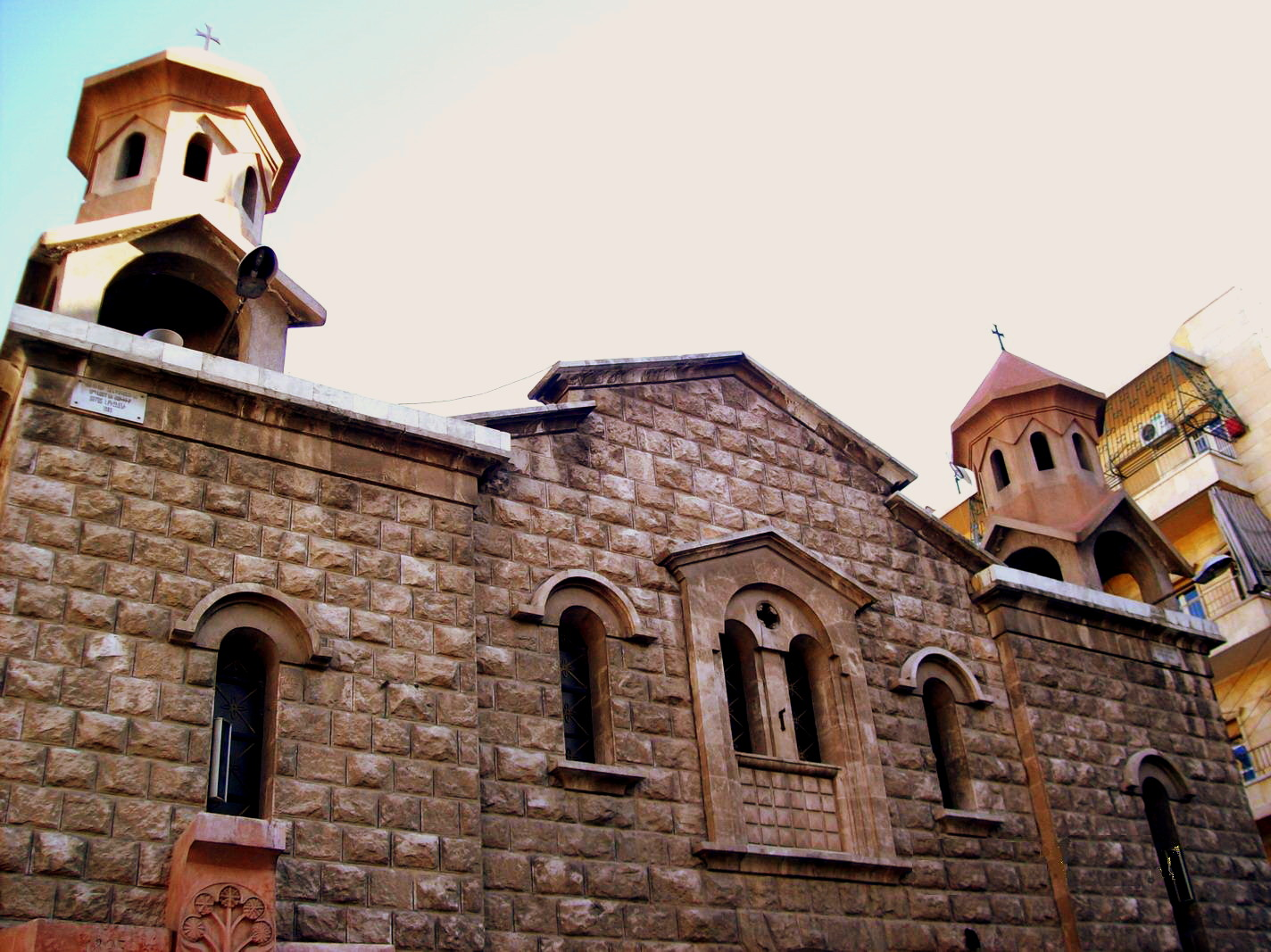
کلیسای حواری ارمنی سورپ گئورک
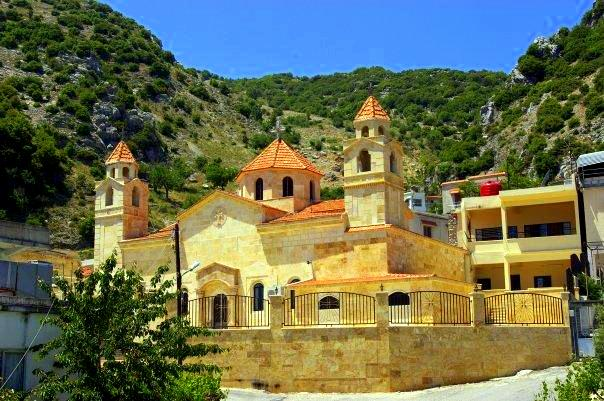
کلیسای مریم مقدس در کسب
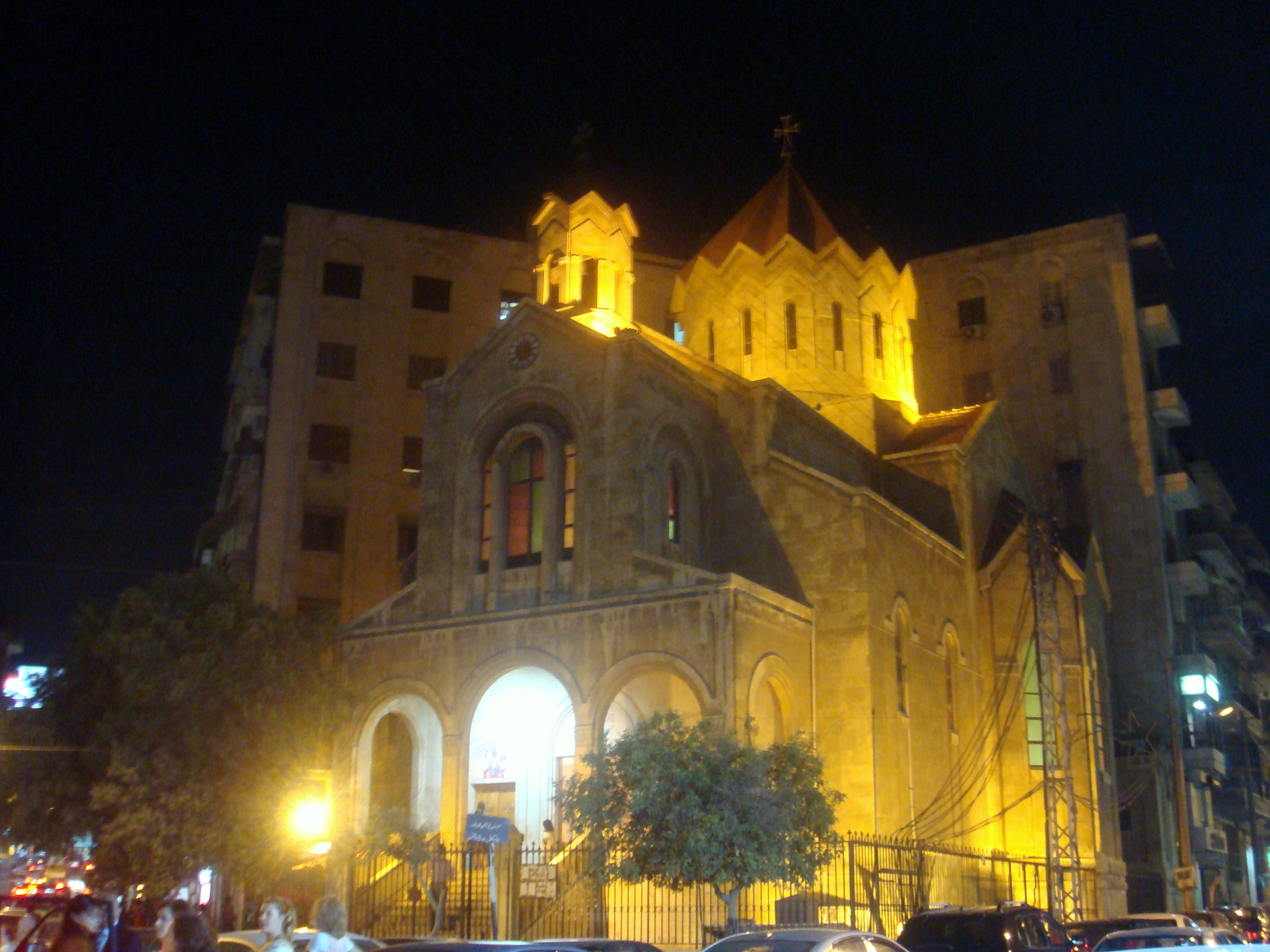
کلیسای صلیب مقدس ۱۹۹۳ واقع در منطقه اوروبه[پانویس ۶۷]

## توضیحات
1. ↑  Yaghi-Siyan
2. ↑  Hayy al Arman
3. ↑  Sarkis Balmanoukian
4. ↑  Gertasirats Cultural Association
5. ↑  Kermanig-Vasbouragan Cultural Association
6. ↑  Hamazkayin Cultural and Educational Association
7. ↑  Armenian Youth Association
8. ↑  Tekeyan Armenian Cultural Association
9. ↑  National Cultural Association
10. ↑  The Revival of Urfa Cultural Association
11. ↑  Nor Serount Cultural Association
12. ↑  Cilician Cultural Association
13. ↑  پرش به بالا ↑ Armenian Sports Union (Homenmen sports and scouting organization established in Aleppo in 1921
14. ↑  Armenian General Athletic Union (Homentmen sports and scouting organization
15. ↑  Ararat Sports Union
16. ↑  Karen Jeppe College Graduates Union
17. ↑  Aleppo Universities' Armenian Students Union
18. ↑  Graduates Union of Higher Institutions of Armenia
19. ↑  Syrian Universities' Armenian Graduates Union
20. ↑  Christapor Students Union
21. ↑  Avetis Aharonian theatre hall of the National Prelacy
22. ↑  Zavarian theatre hall of the National Prelacy
23. ↑  Kevork Nazarian theatre hall of AGBU
24. ↑  Zohrab Kaprielian theatre hall of Gertasirats Cultural Association
25. ↑  Kevork Yesayan theatre hall of the National Prelacy
26. ↑  Aram Manougian Public House of the National Prelacy
27. ↑  Surp Hripsime
28. ↑  The National Cemetery
29. ↑  Hokedun
30. ↑  Karen Jeppe Armenian College
31. ↑  Lazar Nadjarian-Calouste Gulbenkian Armenian Central High School
32. ↑  Cilician Armenian High School
33. ↑  Gertasirats High School
34. ↑  Haygazian Elementary School
35. ↑  Mesrobian Elementary School
36. ↑  Zavarian Elementary School
37. ↑  Sahagian Elementary School
38. ↑  Gulbenkian Elementary School
39. ↑  Hay Tsayn
40. ↑  Darakir
41. ↑  Yeprad
42. ↑  Suryagan Surhantag
43. ↑  Suryagan Mamoul
44. ↑  Yeprad
45. ↑  Surya
46. ↑  Arevelk
47. ↑  Vahakn
48. ↑  Arevelk Marzashkharh
49. ↑  Nairi
50. ↑  Antranig Dzarougian
51. ↑  Purasdan
52. ↑  Suryahay Daretsuyts
53. ↑  Datev
54. ↑  Suryagan Albom
55. ↑  Daron
56. ↑  Hay Darekirk
57. ↑  Keghart
58. ↑  Oshagan
59. ↑  Kantsasar
60. ↑  Roger Altounyan
61. ↑  Sarkis Assadourian
62. ↑  Garo Kahkejian
63. ↑  Jacobo Harrotian
64. ↑  Samuel Der-Yeghiayan
65. ↑  Avraam Russo
66. ↑  Kevork Mardikian
67. ↑  Ouroubeh